# Сільвія Метьюз Бервелл
Сільвія Мері Метьюз, у шлюбі Метьюз Бервелл (англ. Sylvia Mary Mathews Burwell), нар. 23 червня 1965, Хінтон) — американська політична діячка, 22-га міністерка охорони здоров'я і соціальних служб США (2014—2017). 15-ий президент Американського університету (з 2017).

## Біографія
Народилася і виросла в Хінтоні (Західна Вірджинія). Дочка колишньої мера Хінтона Клео Метьюз (до шлюбу Марудас) і доктора Вільяма Пітера Метьюза, колишнього оптометриста. Бабуся і дідусь Сильвії по материнській лінії — Василик Мпакарес і Денніс М. Марудас — іммігранти з Греції, як і батьки її батька.
1987 року Сільвія Метьюз закінчила з відзнакою Гарвардський університет зі ступенем бакалавра в державному управлінні. Як стипендіатка Родса отримала ступінь бакалавра за спеціальностями філософія, економіка і політика в Оксфордському університеті.
З 1990 до 1992 року працювала в McKinsey and Company, входила до економічного блоку перехідної команди Білла Клінтона 1992 року. З 1993 до 1995 року була директоркою з персоналу Національної економічної ради, з 1995 до 1997 року очолювала апарат міністра фінансів США Едварда Рубіна, а в 1997—1998 роках була заступницею глави адміністрації президента Клінтона. 2001 року почала працювати у Фонді Білла і Мелінди Гейтс, де згодом зайняла посаду головної операційної директора. 14 жовтня 2011 очолила благодійний фонд Walmart.
В адміністрації президента Обами Метьюз Бервелл очолювала Адміністративно-бюджетне управління, займалася в тому числі й проведенням в життя реформи охорони здоров'я і захисту пацієнтів.
11 квітня 2014 року президент Барак Обама номінував Метьюз Беруелл на посаду міністра охорони здоров'я і соціальних служб США, і 5 червня 2014 року Сенат більшістю 78 голосів проти 17 затвердив її призначення. Всі сенатори, які подали голоси проти цього рішення, належали до Республіканської партії, але 24 республіканця приєдналися до 52 демократів і двох незалежних. 9 червня 2014 року Сільвія Метьюз Беруелл склала присягу і вступила на посаду.

## Сім'я
2007 року Сільвія Метьюз одружилася зі Стівеном Беруеллом, має двох дітей.